# Trostbäcken

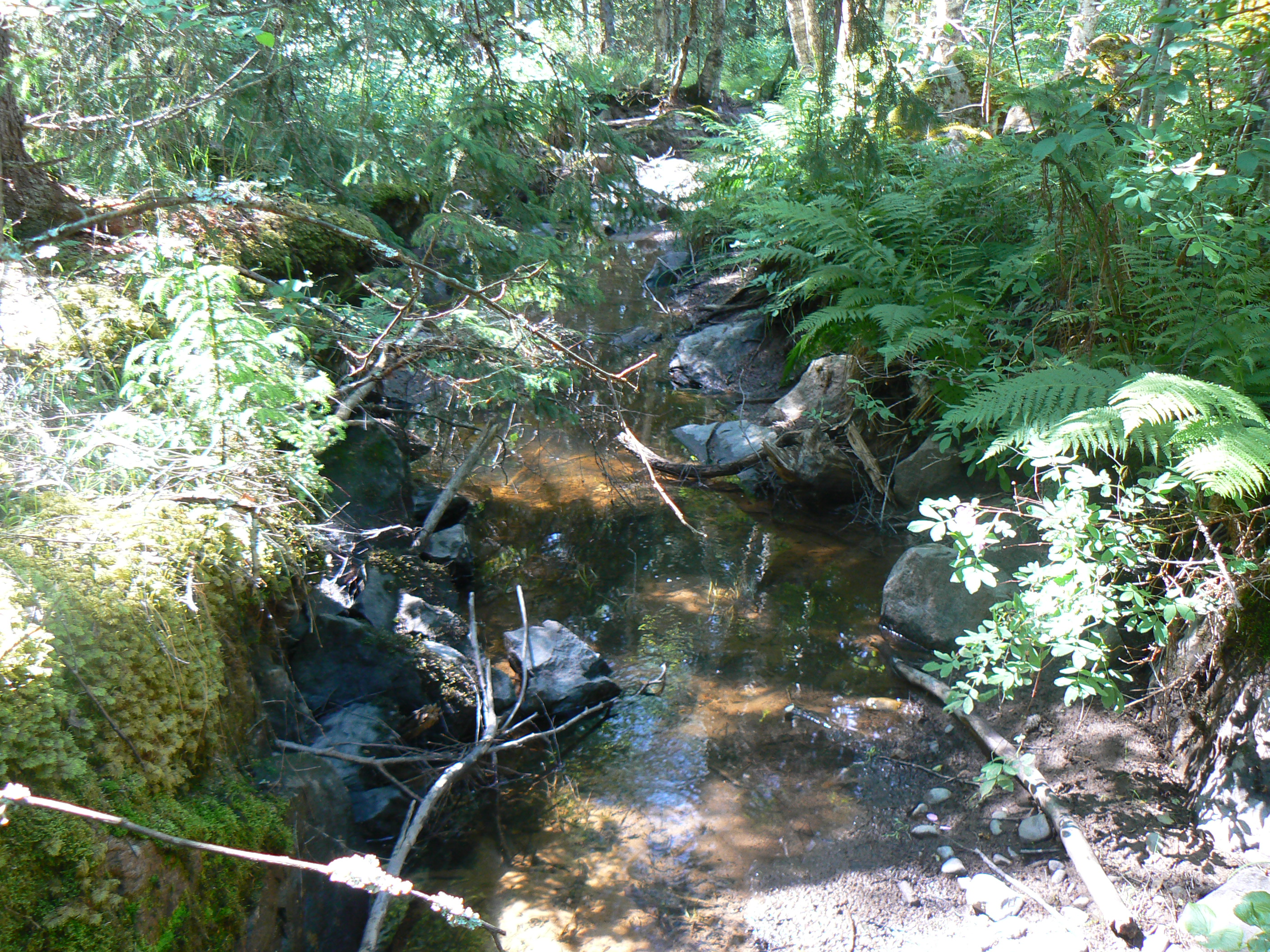
Trostbäcken nära Lövhult

Trostbäcken är ett litet vattendrag (bäck) i Falu kommun. Bäcken finns i den östra delen av kommunen och rinner från sankmarken Ringkällmyran till Sundbornsån vid Backa och är således ett biflöde till Svärdsjövattendraget. En långt avsnitt av Trostbäcken utgör gräns mellan Sundborns och Vika socknar.